# Federico Krutwig Sagredo
Federico Krutwig Sagredo (Getxo, Biscaia, 15 de maig de 1921 - Bilbao, 15 de novembre de 1998) fou un escriptor, lingüista, intel·lectual i acadèmic basc.
La seva obra assagística, destacadament el llibre Vasconia: estudio dialéctico de una nacionalidad (1963), és considerada una referència ideològica cabdal per a la renovació del nacionalisme basc tradicional i la fonamentació teòrica del moviment polític de l'esquerra abertzale i de l'organització armada ETA, amb qui Krutwig va col·laborar activament durant prop d'una dècada.
D'altra banda, les aportacions per a la recuperació i la unificació literària de l'èuscar van motivar el seu ingrés a l'Acadèmia de la Llengua Basca (Euskaltzaindia) d'ençà de 1943. Gran poliglot, parlava una vintena de llengües, entre elles el grec clàssic, el persa i el sànscrit, i més endavant va fundar la societat hel·lenòfila Jakintza Baitha.
Arran del seu activisme polític va viure vint-i-sis anys a l'exili i va mantenir contactes estrets amb altres moviments socialistes i d'alliberament nacional d'Europa i d'arreu del món, singularment algerians, bretons, irlandesos i arpitans. Després de la fi de la dictadura s'instal·là a Zarautz (Guipúscoa) per a dedicar-se completament a la reflexió i a la seva obra literària.

## Biografia

### Orígens i inicis basquistes
Va néixer al si d'una família burgesa de Getxo, de pare alemany i mare amb orígens venecians. Va estudiar als col·legis privats francès i alemany, i als deu anys va començar a aprendre la llengua basca de forma autodidacta, tot i l'oposició del seu pare. Durant la Guerra Civil espanyola va passar temporades amb la família a Alemanya i a Lisboa, i en retornar a Bilbao abans de la fi del conflicte no va ser mobilitzat per ser massa jove. Més tard va estudiar dret a la Sorbona de París i economia a Bonn.
En tornar a l'Estat espanyol va oferir la seva col·laboració a la virtualment inexistent Acadèmia de la Llengua Basca, molts membres de la qual havien mort o s'havien exiliat de resultes de la guerra. Conjuntament amb Resurrección María de Azkue, que n'era president, projectà la revitalització de la institució amb una reestructuració interna i diverses iniciatives com la creació del grup Mikeldi de pintors i l'Instituto Julio de Urquijo de Investigaciones. Tanmateix, la seva principal tasca va ser la de promoure la unificació literària de l'èuscar, en aquell moment molt fragmentat en diversos dialectes. En aquell context la seva aposta va ser el retorn a la llengua escrita en l'època clàssica de la literatura basca, que havia cristal·litzat a l'entorn del parlar labortà del segle xvii utilitzat per autors com Joannes Leizarraga o Joanes Etxeberri de Sara. Finalment la majoria dels acadèmics donaren suport a l'opció de construir el nou estàndard a partir del dialecte guipuscoà, però Krutwig es va mantenir fidel a la seva proposta i més endavant va escriure les seves novel·les en un èuscar cultista d'estil labortà.
El maig de 1952, amb motiu de l'ingrés de Luis Villasante a l'Euskaltzaindia, pronuncià un encès discurs a la Diputació de Biscaia, en què denunciava la hipocresia d'una Església basca que promovia l'ús de la llengua pròpia a les zones rurals però hi renunciava a les grans ciutats com Bilbao. De resulres d'aquestes declaracions va ser acusat de voler revifar «l'antic esperit separatista» i es va veure obligat a travessar la frontera per por de possibles represàlies. Instal·lat a Iparralde, a Donibane Lohitzune va entrar en contacte amb altres exiliats i militants del moviment basquista Jagi-Jagi, i més tard a París va conèixer Jon Mirande i membres del nacionalisme bretó. Va acabar anant a treballar a Alemanya, on es va casar per primera vegada, divorciant-se al cap de pocs anys.

### Publicació deVasconiai relació amb ETA

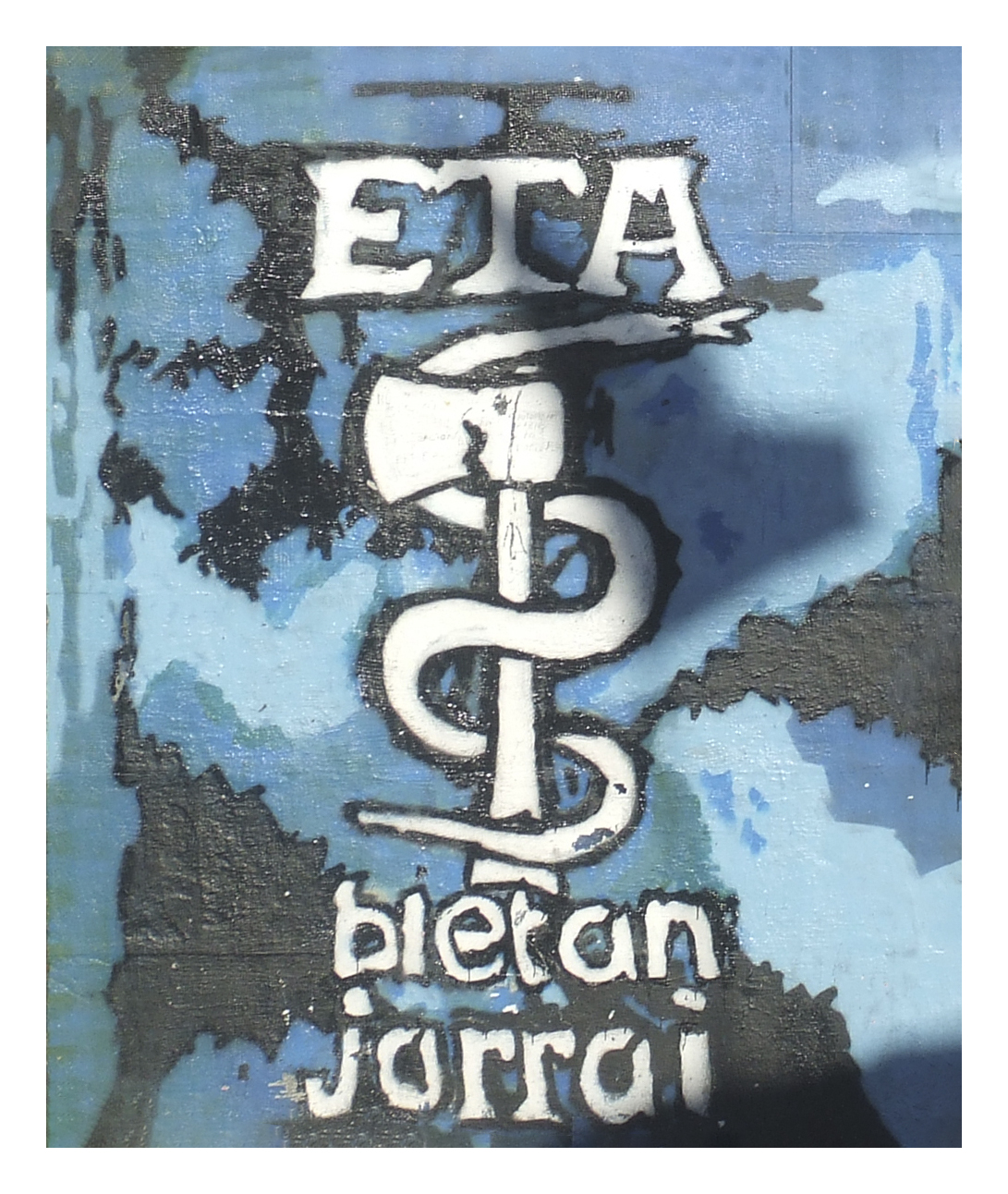
Anagrama d'ETA dissenyat per Félix Likiniano, amic de Federico Krutwig.

El 1961 retornà al país establint-se a Biarritz, on va relacionar-se amb exmilitants d'Euzko Gaztedi Indarra (EGI), les joventuts del Partit Nacionalista Basc, que organitzaven una guerrilla antifranquista liderats per Iker Gallastegi. En aquell context començà la gestació del seu cèlebre assaig Vasconia: estudio dialéctico de una nacionalidad, que veié la llum l'any 1963 i esdevingué una «autèntica bíblia» o llibre de capçalera de gran part de la generació jove antifranquista que posava en qüestió les tesis del nacionalisme tradicional de Sabino Arana.
A partir d'una filosofia política anarcoindependentista que compartia amb el seu amic Félix Likiniano, Krutwig incorporà a la seva proposta político-ideològica elements propis del marxisme, el maoisme i de les lluites anticolonials d'Algèria, Cuba o el Vietnam en la base teòrica de l'independentisme basc, teoritzant sobre la lluita armada i la necessitat de desplegar un potent front cultural que acompanyés les accions polítiques i militars. El marc històrico-geogràfic s'estableix amb la recuperació del concepte de Bascònia, l'antiga terra al llarg de tot el golf de Biscaia habitada per vascons i aquitans, avantpassats directes dels bascos actuals. En la mateixa època també va escriure La cuestión vasca (1965), originalment per encàrrec del Partit Comunista d'Espanya (marxista-leninista), que seria reeditat anys després per ETA.
Expulsat de França en ser acusat d'element perillós, va veure's obligat a exiliar-se a Bèlgica. Krutwig afirma a les seves memòries que la denúncia hauria provingut del Govern basc a l'exili, amb qui no tenia bona sintonia i que no veia amb bons ulls els moviments insurreccionals d'aquella generació jove d'activistes que entroncaven amb el nacionalisme radical anterior a la guerra. A Bèlgica conegué la seva segona esposa, Agnès Caers. Després de viure un any a Anvers es va traslladar a Brussel·les, on l'any 1966 va entrar en contacte amb dirigents d'ETA com Txillardegi o Julen Madariaga i va integrar-se a l'organització, col·laborant en la redacció de dos informes de la transcendental V Assemblea, en què el grup patirà la primera escissió important entre els sectors «obrerista espanyolista» i «nacionalista» (guanyant els segons i expulsant els primers) i a partir de la qual s'apostarà obertament per una estratègia de fronts i una acció armada ofensiva. Des de la capital belga, i a través de contactes obtinguts per la seva relació amb militants de la Liga de Unidade e Acção Revolucionária (LUAR) portuguesa, posà les bases per a la compra per part d'ETA d'armament provinent de Txecoslovàquia.
Els anys següents passà temporades a nombrosos indrets, com ara Roma, Alger, Brussel·les, Anvers, Lovaina i Trieste. En aquesta darrera ciutat va participar, l'any 1974, en un congrés internacional sobre minories nacionals, i per a l'ocasió va escriure uns informes sobre l'etnocràcia, terme que prefigura el concepte de l'Europa de les Nacions. També sojornà a la Vall d'Aosta, on va conèixer i mantenir relació amb Joseph Henriet (també escrit Harrieta, que Krutwig considerava un cognom d'arrel basca), líder del moviment independentista valldostà i arpità. Krutwig afirma a la seva autiobiografia que el terme Arpitania o Harpetania va ser una proposta seva que Henriet adoptà i divulgà. D'aquells anys també són les traduccions que va fer d'alguns textos de Mao Zedong al basc, llengua a la qual també va traduir escrits de Goethe.

### Darrera època
Amb la mort de Franco i la recuperació de les institucions democàtiques s'instal·là a Zarautz i va dedicar-se plenament a la seva obra literària, donant lloc a la col·lecció de novel·les Belatzen baratza (El jardí dels falcons), formada per nou volums escrits en un èuscar clàssic hel·lenitzat, molt allunyat de la parla estàndard i de difícil comprensió per al públic general, fet que va suposar-los molt poca difusió. Gran nostàlgic del dialecte labortà clàssic, va mantenir una postura inflexible contra l'euskera batua (basc unificat) i utilitzava bàsicament el castellà per als llibres d'assaig. Va col·laborar amb revistes com Egan, Gernika, Euskera, Euzko Gogoa, Branka, RIEV i en diaris com Deia.
A nivell lingüístic la principal aportació va ser l'assaig científic Garaldea: sobre el origen de los vascos y su relación con los guanches (1978) en què proposa una possible connexió entre el poble basc i els indígenes guanxes de les illes Canàries, a partir d'un suposat substrat pre-indoeuropeu que s'hauria estès per la conca mediterrània i l'Àfrica del nord. Val a dir, però, que les seves tesis sobre la semblança de la llengua guanxe i l'èuscar han estat rebutjades per la resta d'especialistes. D'altra banda, des de 1985 va fundar i impulsar la societat hel·lenòfila Jakintza Baitha i la seva revista Halcón, Revista de cultura griega, guanyant-se un gran prestigi entre les associacions hel·lenistes internacionals.
Distanciat progressivament d'ETA a partir de 1975, la seva evolució ideològica va transitar de l'anarcoindependentisme inicial a una defensa en els seus anys de maduresa de l'aristocràcia o «govern dels millors» (que batejà com a beltistocràcia) front a la democràcia, que considerava vulnerable a la influència de les masses incultes. Entremig anà actualitzant les tesis inicials de Vasconia amb diverses reedicions i la publicació de noves versions revisades i ampliades, principalment La Nueva Vasconia (1979), i una nova formulació a Computer Shock: Vasconia. Año 2001 (1984), en què reflexionà sobre el desafiament que suposen el desenvolupament de la informàtica i la cibernètica.
A la seva darrera obra publicada, una autobiografia anomenada Años de peregrinación y lucha (escrita als anys 80-90 però editada per Txalaparta el 2014) llançà diverses acusacions contra molts membres del nacionalisme basc, d'ETA i de l'esquerra abertzale, així com desqualificacions envers molts moviments d'alliberament nacional d'arreu del món, amb afirmacions políticament incorrectes que poden qualificar-se de classistes i supremacistes.

## Obra

### Assaig
- Vasconia: estudio dialéctico de una nacionalidad.  Buenos Aires [París]: Norbait, 1963 (amb pseudònim Fernando Sarrailh de Ihartza).
- La cuestión vasca. 2a edició.  ETA-Askatasuna ala hil, 1971 (amb pseudònim F. Sarraill).
- Vasconia y la nueva Europa.  Baiona: Elkar, 1977 (amb pseudònim Heiko Sagredo de Ihartza).
- Garaldea: sobre el origen de los vascos.  Sant Sebastià: Txertoa, 1978. ISBN 84-7148-045-X.
- La nueva Vasconia. 3a edició ampliada de Vasconia (1963).  Sant Sebastià: Ediciones Vascas, 1979 (amb pseudònim Fernando Sarrailh de Ihartza). ISBN 84-85288-60-2.
- Computer shock. Vasconia: Año 2001.  Estella-Lizarra: Gráficas Lizarra, 1984. ISBN 84-398-1073-3.
- Años de peregrinación y lucha. (Autobiografia).  Tafalla: Txalaparta, 2014. ISBN 978-84-16350-02-5.

### Literatura
- Belatzen baratza, mikelditarrak: euskal errankaria hamaika irazkietan eta bedaratzi bilbetan.  Sant Sebastià: Ediciones Vascas, 1979. ISBN 84-85288-76-9.
- Ekhaitza.  Sant Sebastià: Haranburu, 1980. ISBN 84-7407-084-8.
- Belatzen Baratza (Obra completa en nou volums).  Sant Sebastià: Haranburu, 1982-1983. ISBN 84-7407-117-8.
- Igibarziaren iphuinak.  Sant Sebastià: Haranburu, 1982. ISBN 84-7407-117-8.